# Línea 5 (Metro de Barcelona)
La Línea 5 del metro de Barcelona es una línea de ferrocarril metropolitano soterrado integrada en la red del metro de Barcelona que da servicio a la ciudad de Barcelona y la conecta con los municipios de Cornellá de Llobregat, Esplugas de Llobregat y Hospitalet de Llobregat. La línea se inauguró el 21 de julio de 1959 bajo el nombre de «Línea II» como un segundo eje transversal que complementara el servicio de la L1.
La línea es de doble vía soterrada, excepto en un tramo alrededor de la estación de Can Boixeres donde al existir la infraestructura de cocheras y talleres, existen puntos donde se pueden observar entre 4 y 10 vías secundarias. Otras cocheras y talleres están ubicados en la estación de Vilapicina, estación con una extraña disposición de 3 vías (2 principales y una paralela que se desvía hacia las cocheras).

## Características generales
La línea 5 es una línea operada por Transportes Metropolitanos de Barcelona (TMB). El trazado de la línea es de doble vía soterrada, excepto un pequeño tramo alrededor de la estación y cocheras de Can Boixeres. Los talleres y las cocheras se encuentran en Can Boixeres, Vilapicina y Vall d'Hebron.
Actualmente circulan trenes de la serie 5000, que empezaron a ser introducidos en 2006 hasta sustituir por completo a los de la serie 1000. Antiguamente habían circulado trenes de las series serie 300 y 600.
La línea 5 tiene una longitud de 18,9 kilómetros, 27 estaciones, 30 trenes en hora punta y durante el año 2010 recibió un total de 85,4 millones de viajes, por lo que es la tercera línea por volumen de viajes después de la L1 y L3.
Los municipios cubiertos por la línea son: Barcelona, Cornellá de Llobregat, Hospitalet y Esplugas de Llobregat. En la ciudad de Barcelona transcurre por seis distritos: Ensanche, Horta-Guinardó, Nou Barris, San Andrés, San Martín y Sants-Montjuic.

### Estaciones
Las estaciones presentan mayoritariamente andenes laterales, excepto en las estaciones de Maragall, Horta, el Coll-la Teixonera y Vall d'Hebron / Sant Genís que cuentan con andén central, además de Sagrera que inicialmente tenía tres andenes, dos laterales y uno central. Las nuevas estaciones de la línea 5, El Carmel y Vall d'Hebron, son de las más profundas de la red con unos 40 metros de profundidad, mientras que el Coll-la Teixonera es la estación más profunda del metro de Barcelona, con 74 metros.
La mayoría de estaciones, el 89 % de ellas (24 de 27), están adaptadas a personas con movilidad reducida, excepto las de Sants, Verdaguer y Maragall. Hay un total de diez estaciones con correspondencia con otras líneas de metro de TMB, trenes de cercanías y regionales y servicios de FGC.
| Estación                   | Metro | Otros   |
| -------------------------- | ----- | ------- |
| Cornellà Centre            |       |         |
| Ernest Lluch               |       |         |
| Collblanc                  |       |         |
| Plaça de Sants             |       |         |
| Sants-Estació              |       | Autobús |
| Hospital Clínic            | obras | obras   |
| Diagonal                   |       |         |
| Verdaguer                  |       |         |
| Sagrada Família            |       |         |
| La Sagrera                 | obras |         |
| Maragall                   |       |         |
| Vall d'Hebron / Sant Genís |       |         |

## Historia

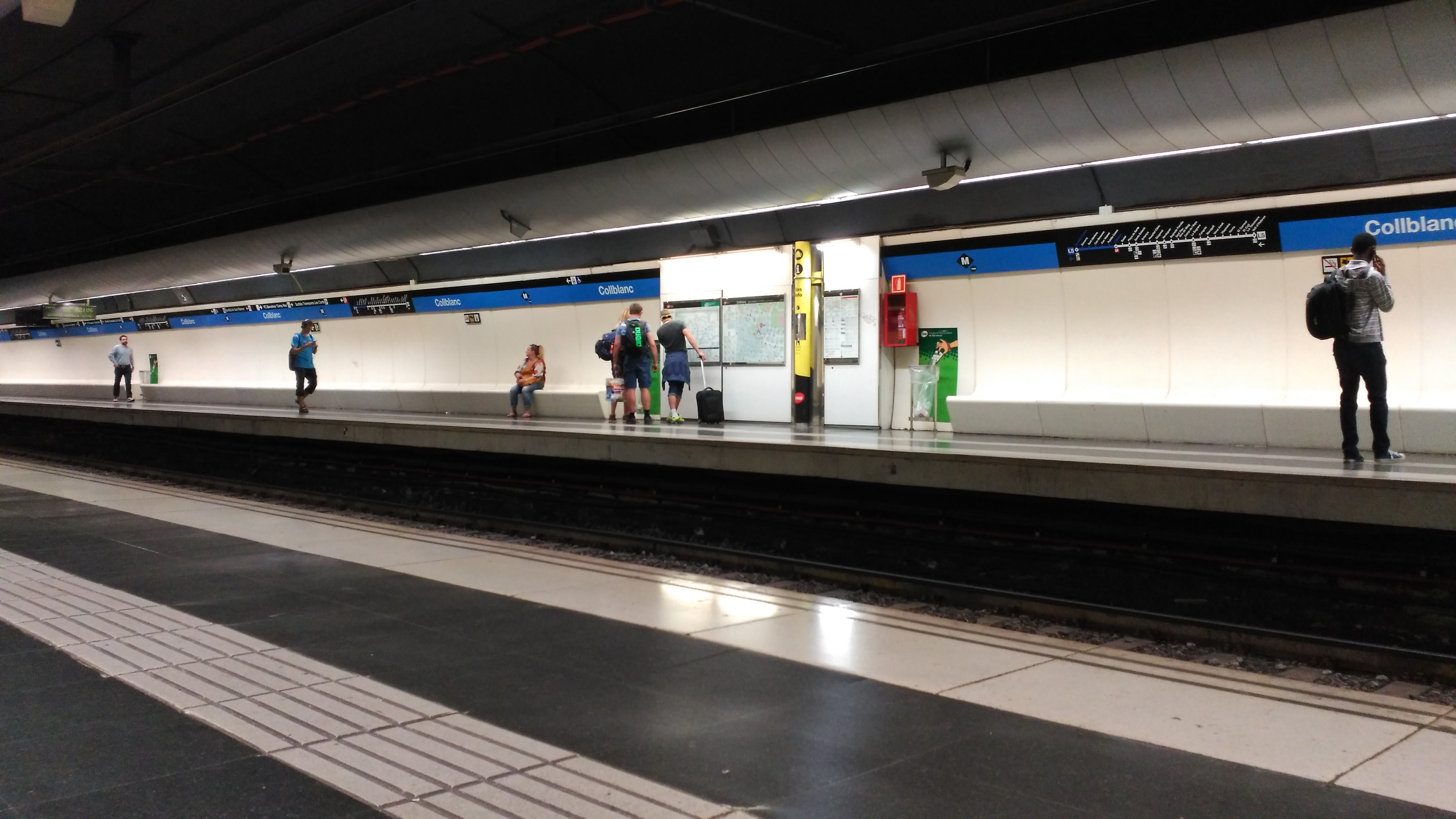
Andenes de la L5 en la estación de Collblanc.

La actual línea 5 es fruto de diferentes proyectos ferroviarios que fueron variando a lo largo de los años uniendo dos líneas, la línea II y la línea V del Ferrocarril Metropolitano de Barcelona (FMB). La línea II se proyectó en la década de 1950, en un contexto de posguerra y de municipalización de las compañías ferroviarias urbanas (FMB y Gran Metropolitano de Barcelona) y la línea V se planificó durante la década de 1960, siendo modificada varias veces en los diferentes Planes de Metros.

Esquema cronológico de la Línea 5.

### Proyecto inicial: Línea II

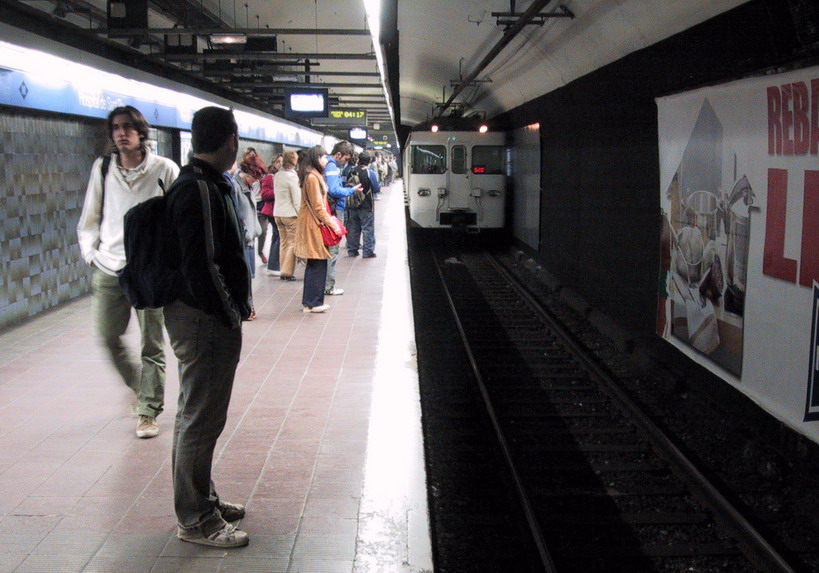
Andenes de la estación de Sant Pau / Dos de Maig.

Proyecto original de la línea II (en lila) entre Paral·lel y Horta, según el Plan de Metros de 1966 y Teixonera, según Plan de Metros de 1971.

El tramo entre Sagrera y Horta fue proyectado por en la década de 1950 como parte de la línea II, que debía unir los barrios de Horta y del antiguo municipio de San Andrés de Palomar con el centro de la ciudad, llegando a Paral·lel.
En 1955 se iniciaron las obras y en 1959 entraba en servicio el tramo entre Sagrera y Vilapicina. En 1967 se prolongaba con una estación llegando a Horta.
En este tramo a partir del 28 de enero de 1961 comenzaron a circular trenes con un sistema de conducción automática, que ya se había probado el mes de enero de 1960. Los trenes funcionaban automáticamente mediante contacto con células fotoeléctricas. Este sistema fue desarrollado por los mismos servicios técnicos del Metro de Barcelona y constituyó la primera aplicación a nivel mundial de un sistema automático de conducción de trenes en una línea de ferrocarril metropolitano. Sin embargo, en 1972 se comenzó a utilizar otro sistema.
En otras redes como Nueva York y París se habían llevado a cabo experiencias similares en ramales de corta longitud y con un solo coche en circulación. Este sistema se utilizó durante siete años hasta que las líneas II y V se integraron.

### Transversal Alt: Línea V

Proyecto del Transversal Alt (en lila) entre Sants y Horta, según el Plan de Urgencia de 1963.

El  Transversal Alt o Línea Sagrera-Sants-Sant Ramón se inauguró el 3 de noviembre de 1969 entre las estaciones de Collblanc (entonces San Ramón) y Diagonal con la previsión de que llegara posteriormente hasta Sagrera, donde enlazaría con la línea I (actual L1) y la línea II (actual L5) del ferrocarril metropolitano de Barcelona. En Sants se construyó la estación con previsión de hacer un enlace con la nueva estación de ferrocarril de Barcelona-Sants prevista por aquel entonces en el Plan de Enlaces Ferroviarios.
El 26 de junio de 1970 se inauguraron el resto de estaciones del proyecto inicial entre Verdaguer (entonces General Mola) y Camp de l'Arpa, llegando hasta la Sagrera.

### Línea V/II: Línea 5

#### Anexión de la línea II

Proyecto de la línea V (en azul) entre Cornellà y Badalona, según el Plan de Metros de 1971.

El mismo día que se inauguraban Verdaguer, Sagrada Familia, Dos de Maig y Camp de l'Arpa se hacía efectiva la anexión de la línea II a la línea V, uniendo así Collblanc (entonces San Ramón) con Horta. La medida debía ser provisional mientras no se construía el tramo entre Paral·lel (entonces llamada Poble Sec) y Sagrada Familia de la línea II.
La anexión de la línea II se llevó a cabo para conectar la zona norte con el centro de Barcelona a través de la línea V; mientras tanto en 1968 se adjudicaban el proyecto del túnel Paral·lel-Sagrada Familia y un año más tarde comenzaban las obras, promovidas por el Ayuntamiento de Barcelona y el Ministerio de Transportes, Turismo y Comunicaciones. Las obras estuvieron paradas meses, tras chocar con un bloque de piedra de la antigua muralla de la ciudad, lo cual obligó a desviar el trazado, y en 1973 se paralizaron de nuevo las obras cuando ya se había perforado el túnel, esta vez por falta de presupuesto.

#### Gaudí, la estación fantasma
Debido a la anexión de la línea II a la línea V, una estación entre San Pau-Dos de Maig y Sagrada familia no llegó nunca a inaugurarse. Esta, llamada Gaudí, fue construida según las previsiones iniciales, pero al incorporarse la línea II a la V, la estación de Sagrada Familia quedaba demasiado cerca. A pesar de estar en desuso, es una de las mejores conservadas de las estaciones fantasma: El Ayuntamiento de Barcelona la ha utilizado para hacer estudios estadísticos de paso de trenes, y también se ha usado para hacer rodajes en ella. En ocasiones, cuando está iluminada, puede ver durante unos segundos desde el interior de los vagones de la línea 5. Tiene bancos e incluso escaleras mecánicas. Se puede acceder a ella desde la Asociación de Amigos del Metro de Barcelona.

#### Cambio de planes
La anexión de 1970 no alteró inicialmente los proyectos sucesivos. El Plan de Metros de 1974 preveía llevar la línea II hasta Paral·lel y, como ya preveían el plan de 1971 y 1966, llevar la línea V a la Verneda y posteriormente a El Pomar (Badalona). Se proyectaba una línea Paral·lel-Taxonera y otra Cornellà-Pomar.
Mientras en 1977 ya se habían iniciado las obras del tramo entre la Pau y Pep Ventura para hacer llegar la línea V en Badalona, que se convertiría parte de la línea IV cuando se abrió en 1985 y posteriormente de la línea 2. Este proyecto de la línea V estaba incompleto, ya que todavía estaba en fase de proyecto el tramo entre Sagrada Familia y la Paz y se preveía la prolongación de 3,6 km y cuatro estaciones desde Pep Ventura hasta el barrio de Pomar.
El Plan de Metros de 1984 cambió las configuraciones previstas en los anteriores planes, proyectando la red tal como la conocemos hoy en día, es decir, conectando el nuevo tramo la Pau-Pep Ventura con la línea 4 provisionalmente hasta la apertura de la línea 2. Asimismo dejaba la anexión de la línea II, que debía ser provisional, como definitiva. Además, de esta forma se evitaba tener que levantar la plaza de Gaudí.

### Ampliación Horta-Vall d'Hebron

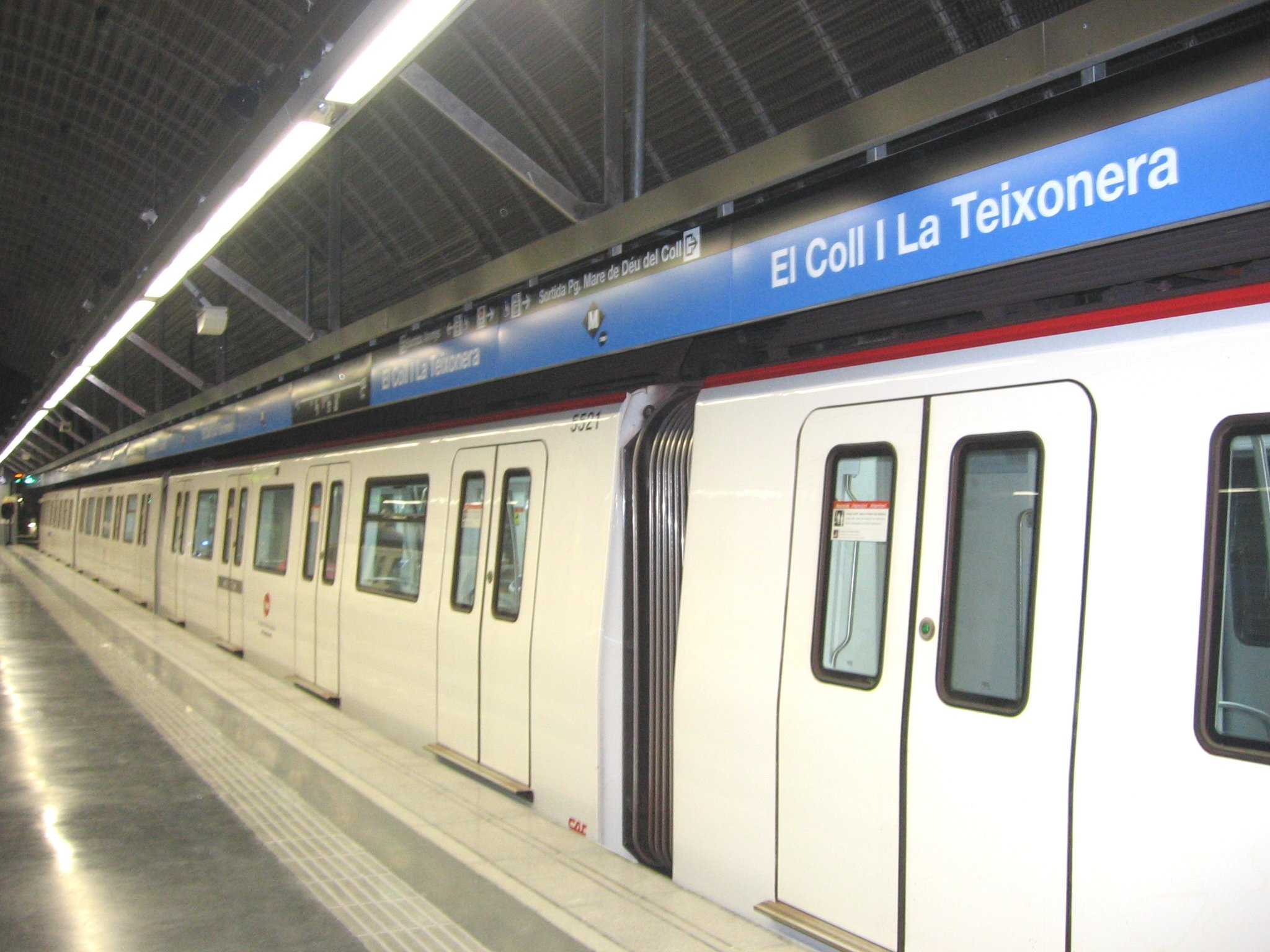
Andén de la estación el Coll | la Teixonera.

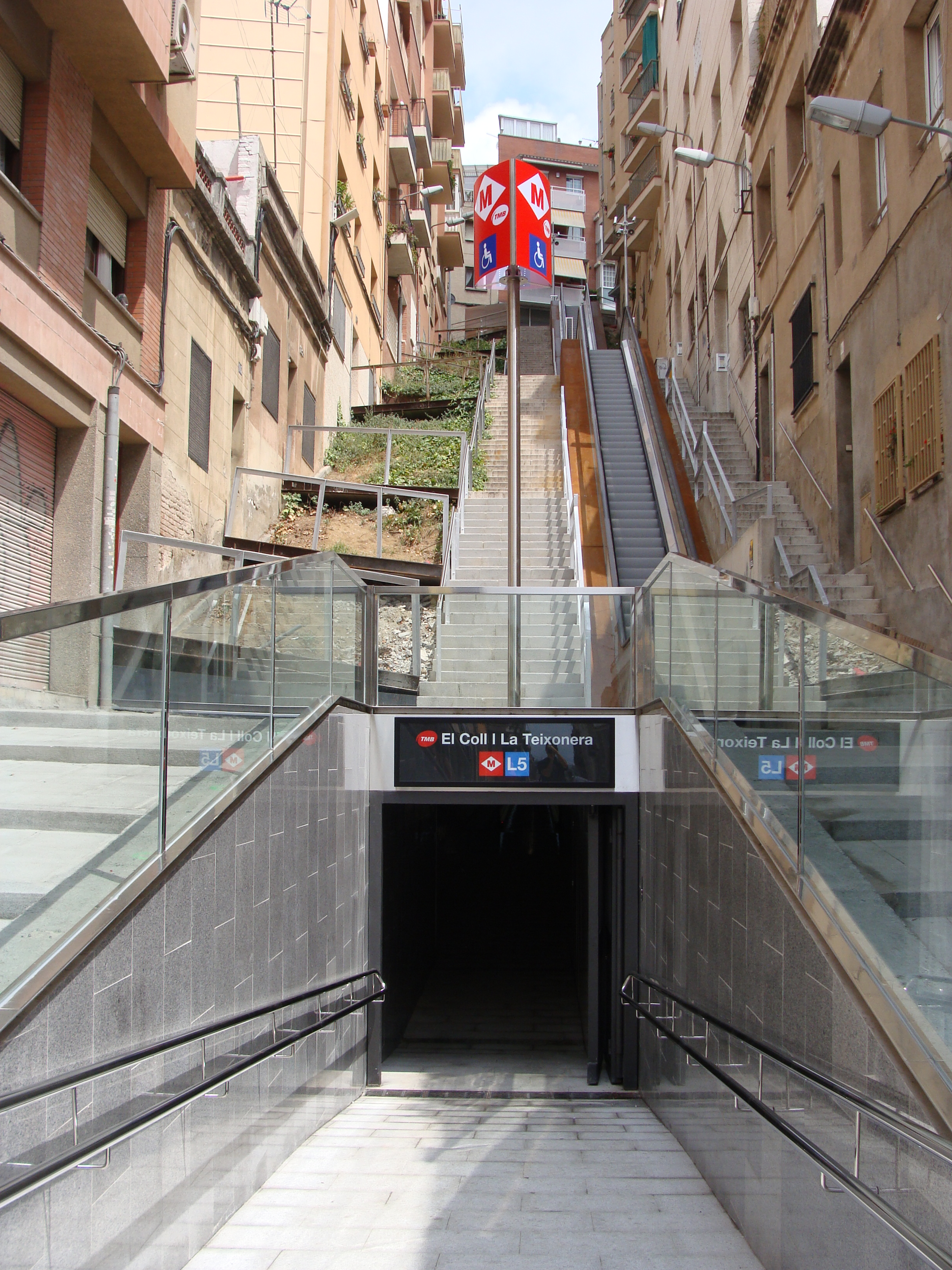
Acceso a la estación el Coll-la Teixonera desde la calle de Beat Almató.

La ampliación desde la estación de Horta a Vall d'Hebron ya se contemplaba en el Plan de Urgencia de 1963, el cual también contemplaba la prolongación entre Vilapicina y Horta que aún no se había construido. En el plan siguiente, de 1966, suprimía la prolongación hasta Vall d'Hebron, pero con el Plan de Metros de 1971 se cambia el proyecto de 1963 por un trazado más sinuoso con una prolongación de dos estaciones y que finaliza en Taxonera (la Teixonera). Posteriormente se recuperaría el proyecto original para enlazar las líneas L5 y L3 en Vall d'Hebron.
Esta es la última ampliación de la línea, inaugurada el 30 de julio de 2010, y da servicio a unos 30.000 usuarios en tres estaciones. A pesar de que solo se pusieran en funcionamiento tres nuevas paradas (El Carmel, el Coll-la Teixonera y Vall d'Hebron) las obras han durado casi ocho años.
En 2002 se colocó la primera piedra de las obras, con la previsión inicial de que la puesta en funcionamiento de la prolongación fuera el año 2006, pero se retrasó debido a un colapso que provocó varios socavones, entre ellos la desaparición de un garaje de la calle de Calafell 12, que obligó a rehacer el proyecto. Las obras no se reanudaron hasta marzo del año 2007 y la nueva cola de maniobras se situó en las inmediaciones de las cocheras de Sant Genís. Se sustituyó el método austríaco de perforación por el de avance y derribo. La causa del hundimiento fue la presencia de una falla no contemplada en el proyecto constructivo.

#### Hundimiento de El Carmelo
El 25 de enero de 2005 hubo un primer desprendimiento en las obras en un túnel de maniobras situado en el barrio de El Carmelo. Este primer evento provocó el desalojo de 1.057 personas de 84 bloques de pisos de alrededor de la calle de Calafell de Barcelona. Posteriormente, el día 27 de enero, fue el colapso principal que provocó la desaparición del garaje de la calle de Calafell 12 en un socavón de 18 metros de diámetro y 35 de profundidad. Se derribó el edificio del número 10 que había quedado muy dañado y más tarde tres inmuebles más.
Como consecuencia estalló una grave crisis política y social. Además, el derrumbe provocó el atraso general de todas las obras ferroviarias que se estaban ejecutando en la ciudad de Barcelona. Se constituyó la plataforma del AVE por el litoral para evitar la construcción del túnel de Provenza, por ejemplo. El derrumbe provocó la paralización total de las obras de la línea 5. Los proyectos tuvieron que ser revisados y de rebote se vieron afectadas las obras de ampliación de la L3 y sobre todo de la L9.

## Ampliaciones
Ya finalizada la última ampliación de tres estaciones, entre Horta y Vall d'Hebron prevista en los PDI 2001-2010 y PDI 2009-2018, solo quedaba poner en funcionamiento la estación en construcción de Ernest Lluch, entre Pubilla Cases y Collblanc que tiene correspondencia con el Trambaix. Se inauguró el 25 de julio de 2021.
En 2022, la estación de Vall d'Hebron cambió a Vall d'Hebron | Sant Genís y la de Congrés a Congrés | Indians, al considerarse nombres más descriptivos.